# Lacave (Lot)
Lacave ist eine französische Gemeinde mit 264 Einwohnern (Stand: 1. Januar 2022) im Département Lot in der Region Okzitanien. Sie gehört zum Arrondissement Gourdon und zum Kanton Souillac.
Nachbargemeinden sind Pinsac im Nordwesten, Saint-Sozy im Norden, Meyronne im Nordosten, Rocamadour im Südosten und Calès im Südwesten.

## Bevölkerungsentwicklung
| Jahr      | 1962 | 1968 | 1975 | 1982 | 1990 | 1999 | 2008 | 2018 |
| --------- | ---- | ---- | ---- | ---- | ---- | ---- | ---- | ---- |
| Einwohner | 320  | 302  | 270  | 249  | 241  | 293  | 290  | 259  |

## Sehenswürdigkeiten
- Schloss Belcastel
- Schloss La Treyne, Monument historique
- romanische Kirche Saint-Georges de Meyraguet
- Tropfsteinhöhlen Grottes de Lacave

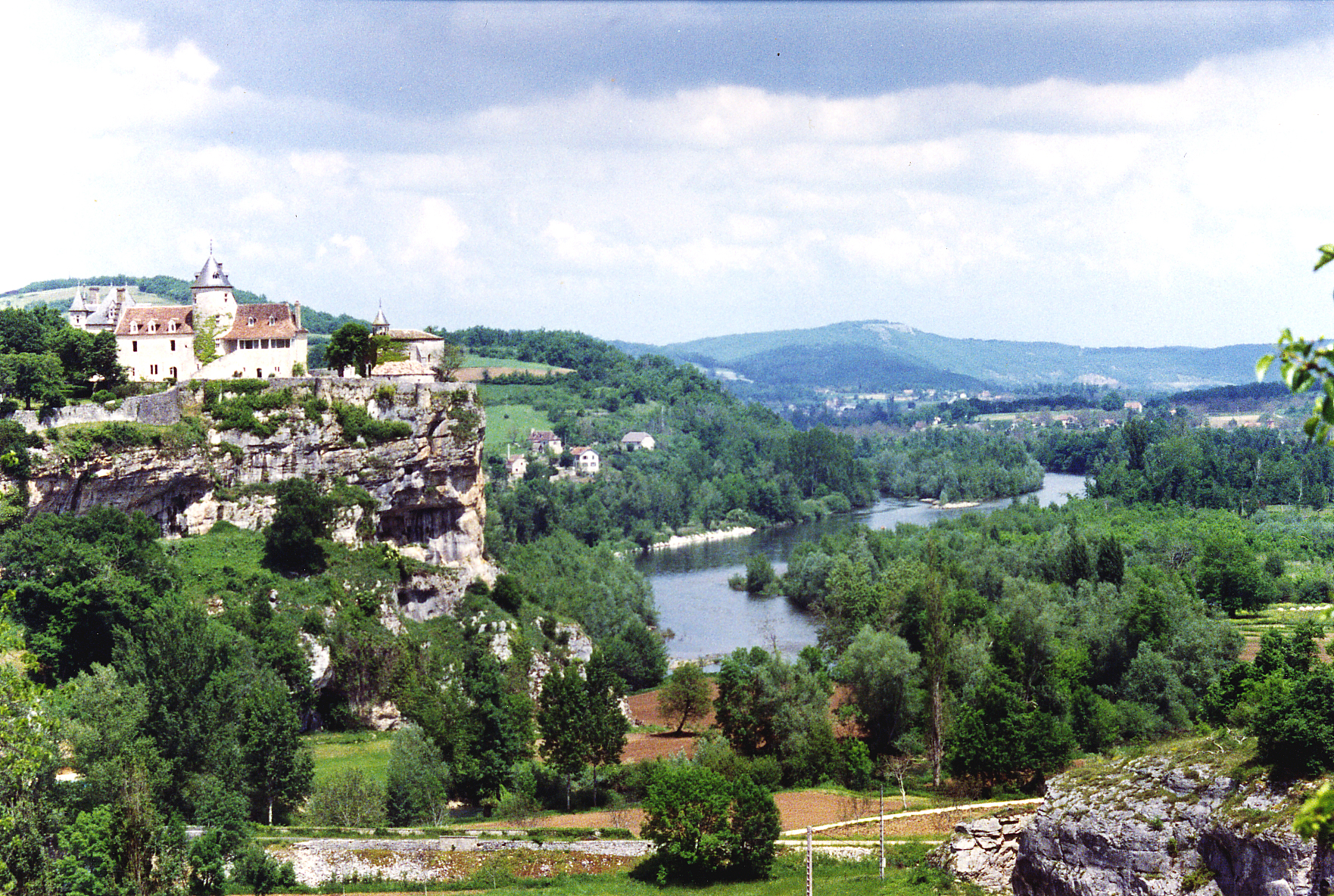
Schloss Belcastel über der Dordogne
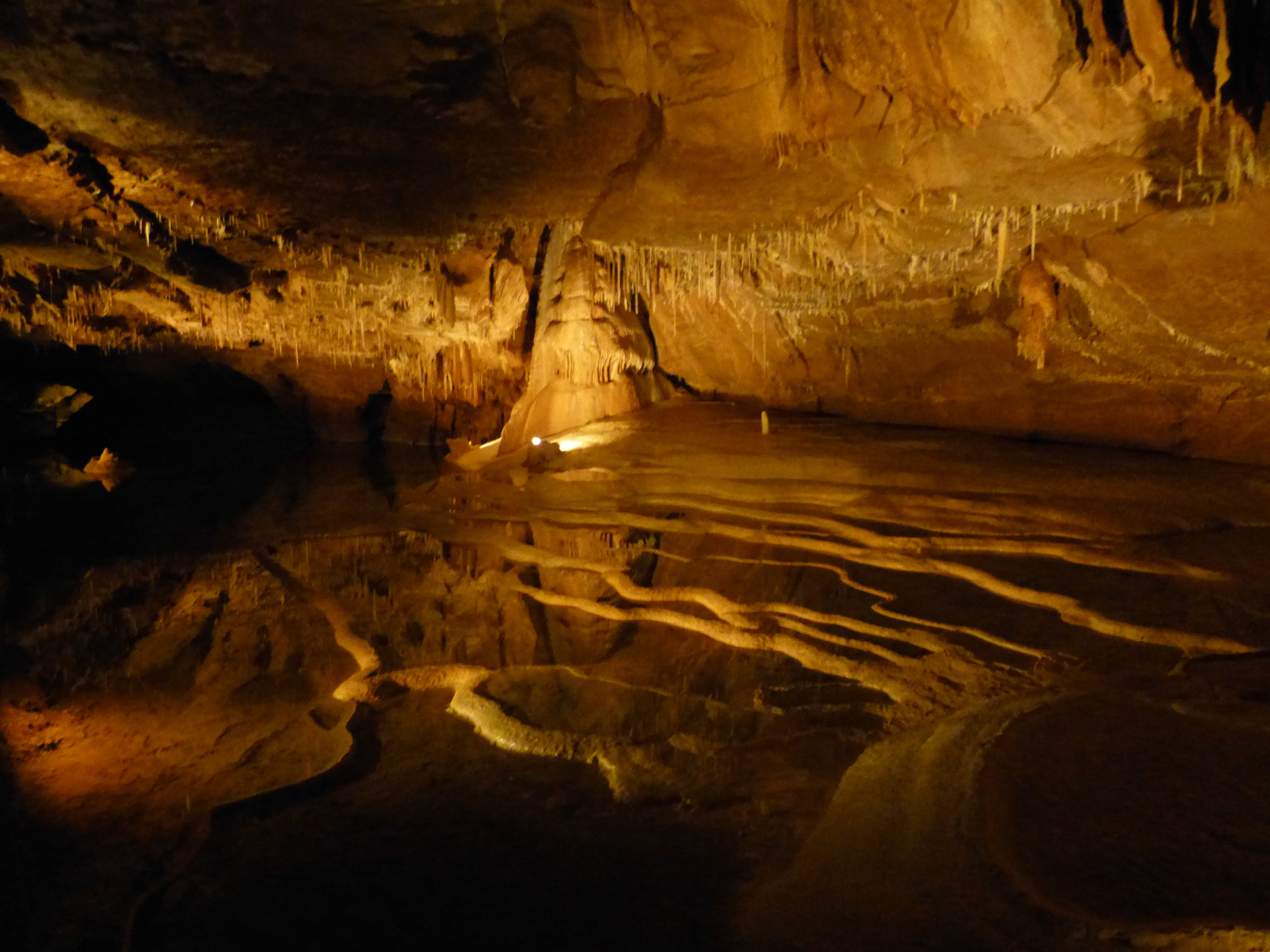
Eine der Grotten von Lacave
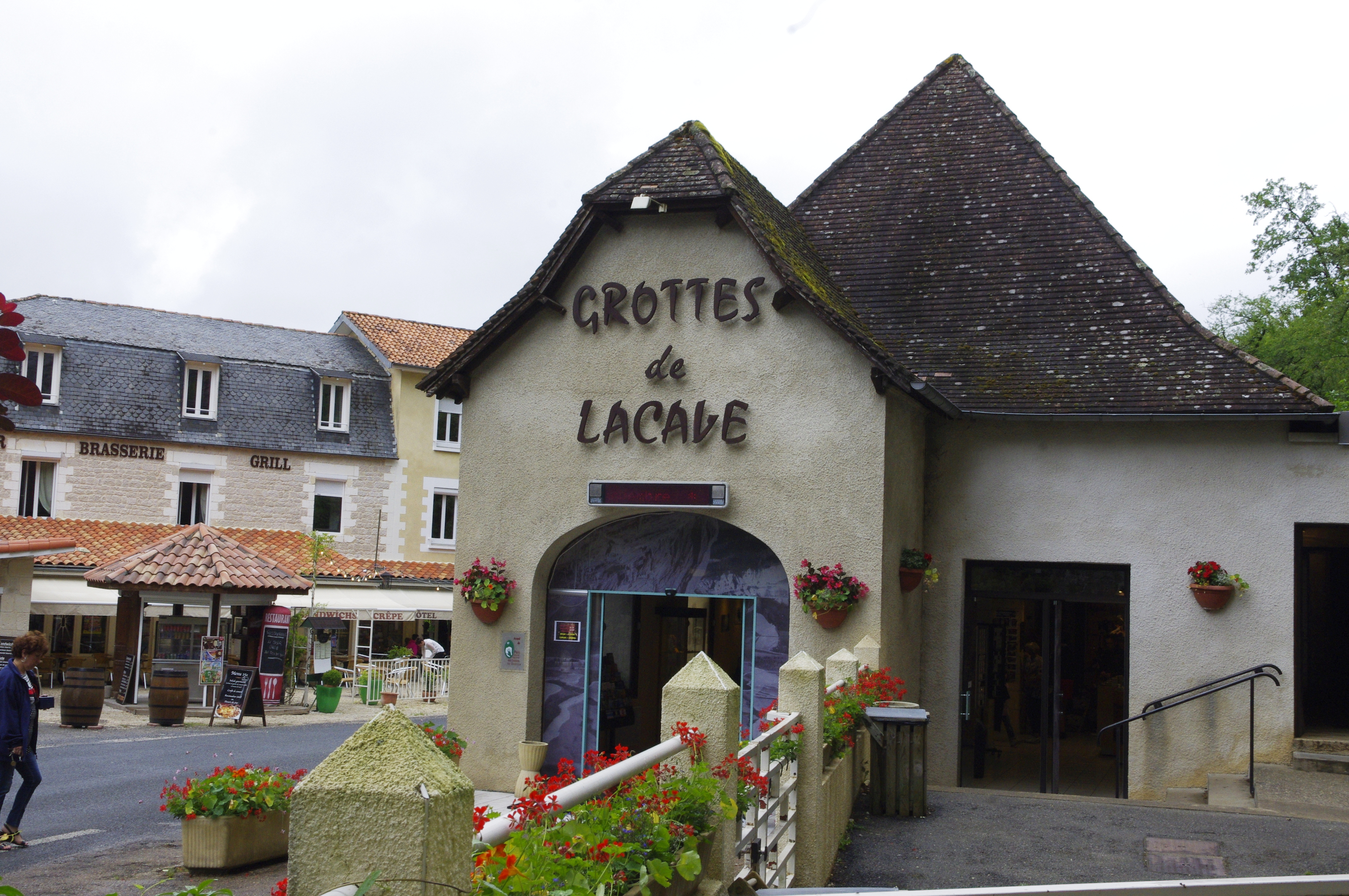
Eingang zu den Grotten
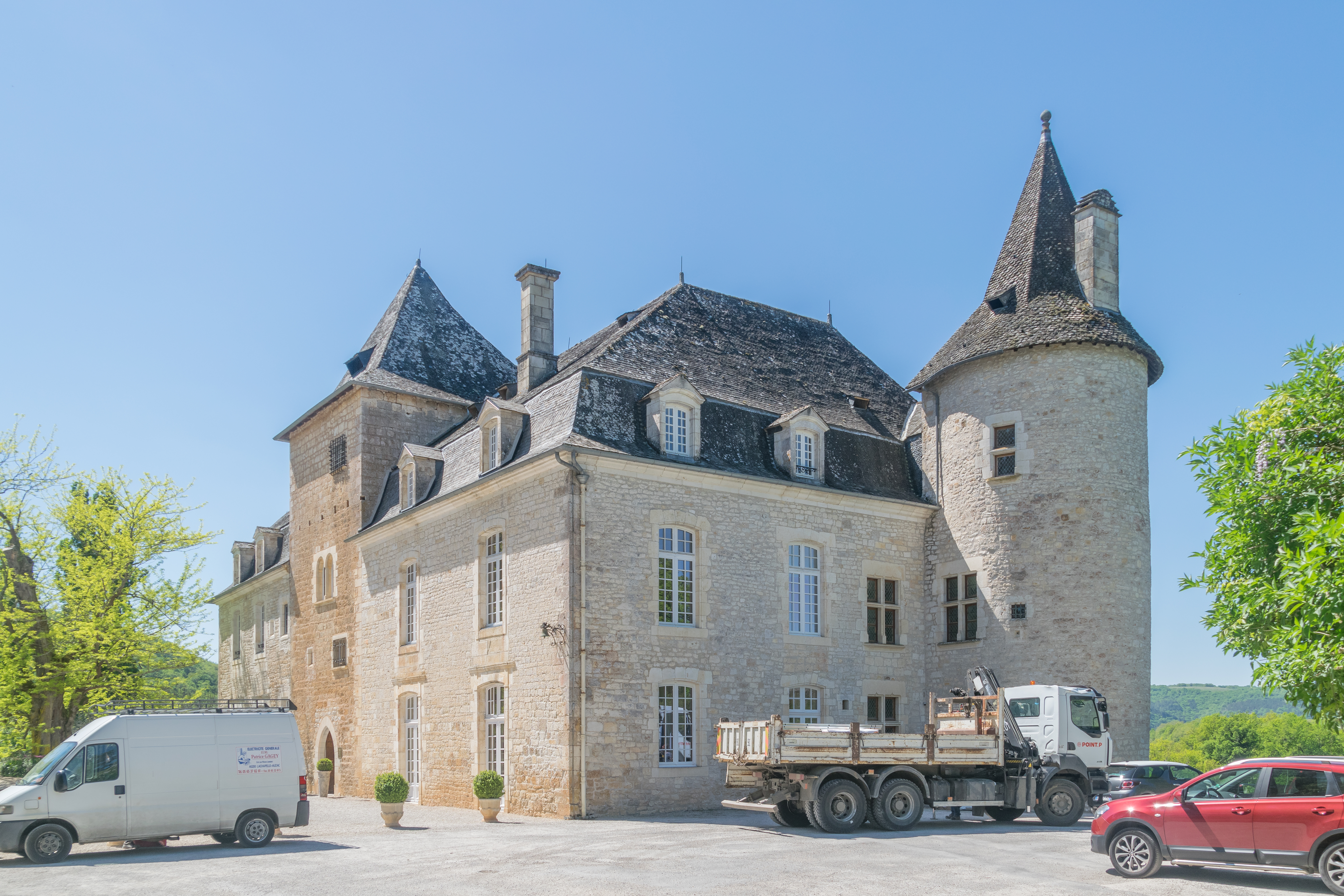
Schloss La Treyne
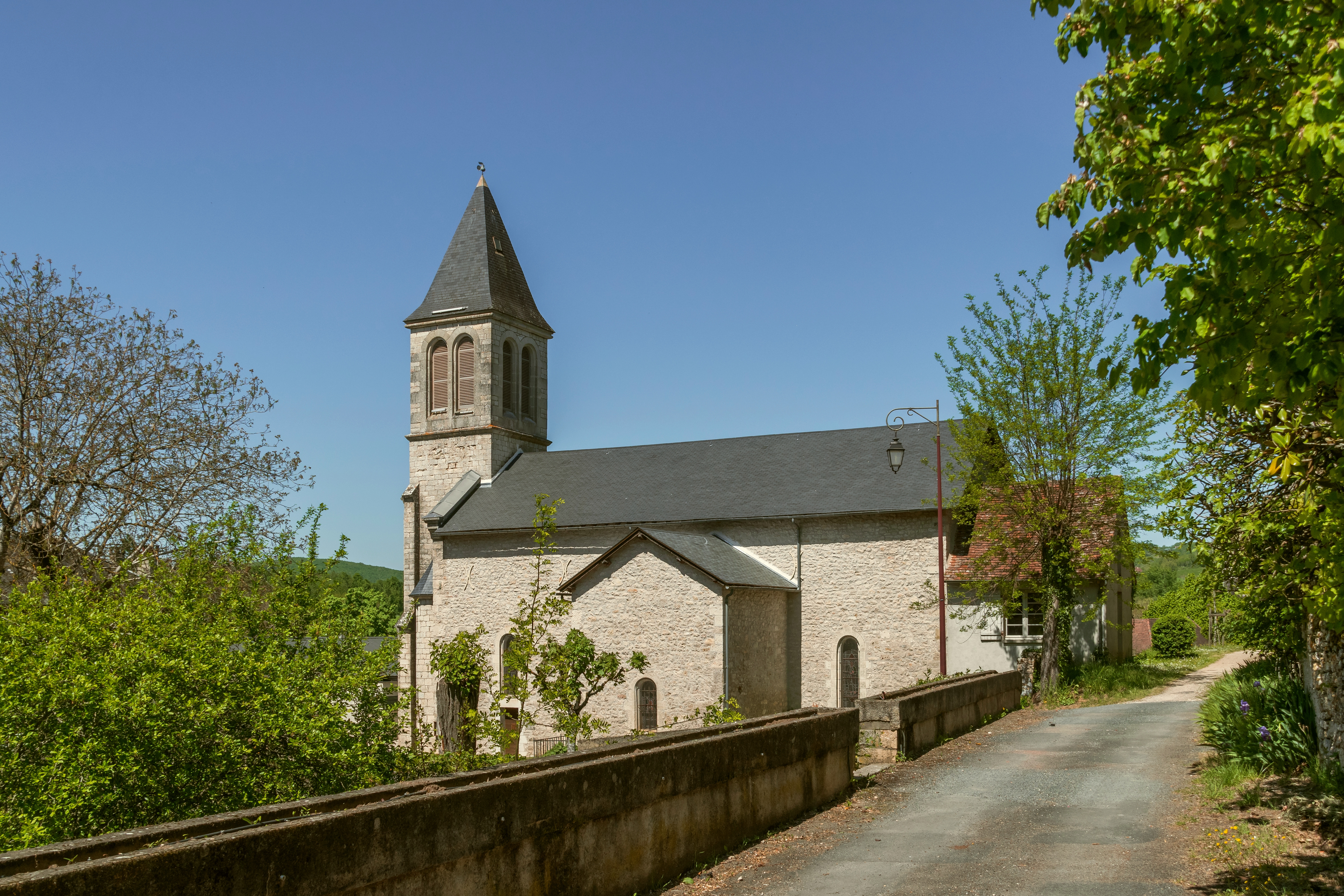
Kirche Saint-George im Weiler Meyraguet